# Lomsjön (Väddö socken, Uppland)
Lomsjön är en sjö i Norrtälje kommun i Uppland och ingår i Skeboån-Broströmmens kustområde.